# Marianne Bernadotte von Wisborg

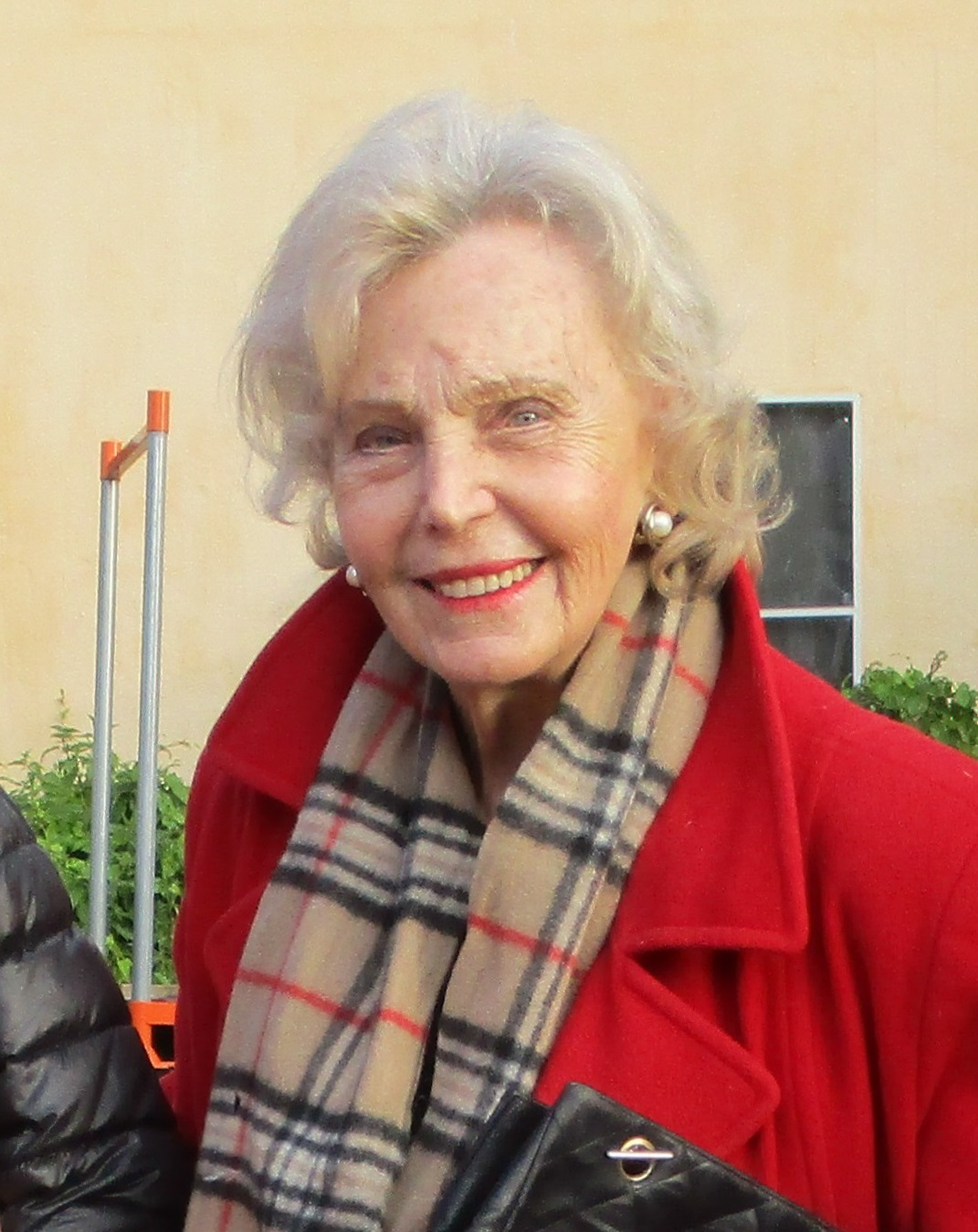
Marianne Bernadotte (2019)

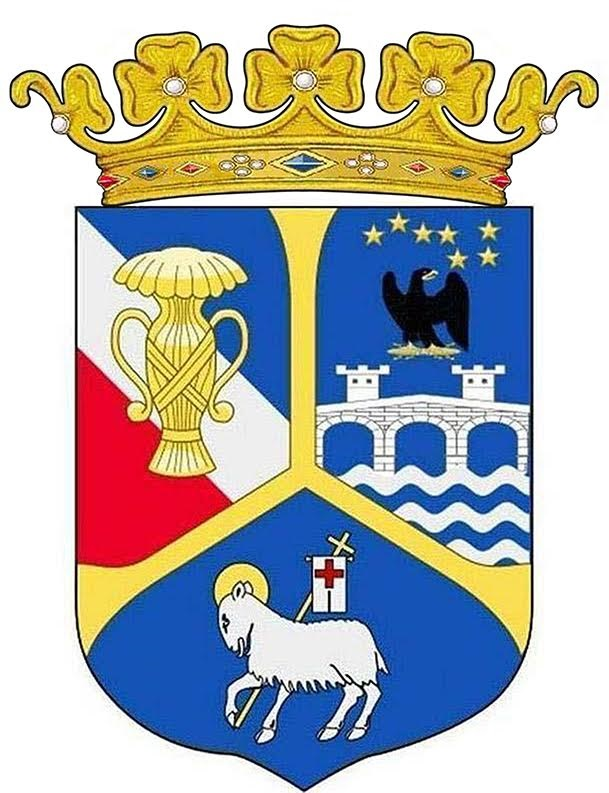
1951 verliehenes Wappen der Prinzen Bernadotte

Marianne Bernadotte von Wisborg (* 15. Juli 1924 in Helsingborg; † 16. Mai 2025 in Stockholm; geb. Gullan Marianne Lindberg) war eine schwedische Schauspielerin und Philanthropin. Sie heiratete im Jahr 1961 Graf Sigvard Bernadotte von Wisborg, einen ehemaligen Prinzen von Schweden.

## Leben

### Ehe und Familie
Marianne Bernadotte war die Tochter von Helge Lindberg und Thyra Dahlman.
In erster Ehe war sie mit Gabriel Tchang (1919–1980), Sohn eines chinesischen Botschafters in Stockholm, verheiratet. Sie hatten drei Kinder:
- Robert Gabriel Tchang (1948–2012)
- Richard Antoine Tchang (1950–1952)
- Marie Gabrielle Tchang Lagergren (* 1953).

Ihre zweite Ehe schloss sie mit dem ehemaligen schwedischen Prinzen Sigvard Bernadotte, dem zweiten Sohn von König Gustav VI. Adolf und dessen erster Frau, Prinzessin Margaret von Connaught. Am 2. Juli 1951 wurde Sigvard, für sich, seine Frau und seine ehelichen Nachkommen, von Großherzogin Charlotte in den luxemburgischen Adelsstand mit den Titeln Sigvard Oscar Frederik Prinz Bernadotte und Comte de Wisborg erhoben. Daher trug Marianne Bernadotte die Titel Prinzessin Bernadotte (mit ihren eigenen fürstlichen Wappen) und Gräfin von Wisborg. Grafen und Gräfinnen von Wisborg gehören neben dem luxemburgischen auch dem schwedischen Adel an.
Marianne Bernadotte war 2010 Gast bei der Hochzeit von Victoria von Schweden und Daniel von Schweden. 2015 nahm sie an der Hochzeit von Carl Philip von Schweden und Sofia von Schweden teil.
Der schwedische Hotelier Bicky Chakraborty war mit ihrer Schwester verheiratet.

### Berufsleben
Bernadotte studierte von 1945 bis 1948 am Königlichen Dramatischen Theater Acting School Dramatens in Elevskola. Nach ihrer Ausbildung war sie für elf Jahre unter dem Namen Marianne Lindberg Schauspielerin am Königlichen Dramatischen Theater in Stockholm.
Im Jahr 1983 erhielt Marianne Bernadotte einen Abschluss in Kunstgeschichte an der Universität Stockholm. Ihre wissenschaftlichen Arbeiten enthalten Arbeiten des Glaskünstlers und Bildhauers Edvin Öhrström. Marianne Bernadotte wurde auch eine internationale Vertreterin für Sotheby’s Auktionshaus.
Im Juli 2014 hatte sie gute Bewertungen, nachdem sie die Ausrichtung der beliebten Radiosendung Sommar zu ihrem 90. Geburtstag übernommen hatte.

### Philanthropie
Bernadotte war Ehrenvorsitzende der Swedish Dylexia Stiftung und Ehrenpräsidentin der Internationalen Rodin Remediation Academy. Auf ihre Initiative hin wurde 1989 die Sigvard Bernadotte und Marianne Research Foundation für jugendliche Augenpflege erstellt. Sie startete eine ähnliche Initiative für die Schaffung einer internationalen Stiftung in New York und am Karolinska Institutet in Stockholm, Schweden, schuf sie die Sigvard Bernadotte und Marianne Research Laboratories of Pediatric Ophthalmology. Im Jahr 1998 wurde ihr die Ehrendoktorwürde des medizinischen Bereichs des Institut verliehen.
Marianne Bernadotte war eine Förderin der Künste, zum Beispiel durch den Marianne und Sigvard Bernadotte Arts Fund, den sie im Jahr 1982 geschaffen hat, um Sigvard Bernadottes fünfundsiebzigsten Geburtstag zu begehen. Zuschüsse werden jährlich an junge Wissenschaftler in Musik, Theater, Design und Kunst vergeben. Viele dieser jungen Künstler konnten mit dieser Möglichkeit ihre Talente in einem frühen Stadium entwickeln und wurden später sehr erfolgreich.

### Ehrungen
Sie wurde für ihr Engagement in Bereichen wie Legasthenie, körperliche Behinderungen und Kinder-Augenpflege und als Förderin der Künste ausgezeichnet. Als Gründerin der Sigvard & Marianne Bernadotte Research Foundation für Kinderaugenpflege, der Internationalen Forschungsgemeinschaft für Kinderaugenpflege Inc., des Marianne Bernadotte Stipendienfonds für Prominent Dyslexia Research and Education und des Marianne & Sigvard Bernadotte Arts Fund, unterstützt sie aktiv öffentliche und gemeinnützige Einrichtungen.
Marianne Bernadotte wurde die Ehrendoktorwürde vom Karolinska-Institut im Jahr 1998 für ihr Engagement für die Forschung in Legasthenie und Kinderaugenheilkunde und 2006 die Ehrendoktorwürde der Universität Bologna, Institut für Psychologie, in Anerkennung ihres Beitrags zur Legasthenie-Forschung verliehen.

## Filmografie
- 1945: Lidelse
- 1956: Kulla-Gulla
- 1956: Ett dockhem
- 1959: Lejon på stan